# Hoằng Thời
Hoằng Thời (chữ Hán: 弘時; 18 tháng 3, năm 1704 - 20 tháng 9, năm 1727), Ái Tân Giác La, là vị Hoàng tử thứ ba tính theo số đếm chính thức của Thanh Thế Tông Ung Chính Hoàng đế.
Do phạm lỗi, ông bị cha của mình xoá tên khỏi Hoàng tộc, nhưng được Thanh Cao Tông Càn Long Hoàng đế phục vị. Việc Hoằng Thời bị giải trừ khỏi tông tịch luôn dấy lên nghi vấn trong giới sử học vì khá nhiều bất cập.

## Cuộc đời
Hoàng tử Hoằng Thời sinh ngày 13 tháng 2 (âm lịch) năm Khang Hi thứ 43 (1704), là con trai thứ ba của Ung Chính Đế với Tề phi Lý thị, con gái của Tri phủ Lý Văn Huy. Ông là con trai duy nhất của Tề phi sống sót tới tuổi trưởng thành và chứng kiến được sự lên ngôi của cha mình. Trong thời gian đầu cai trị của cha mình, ông không có đóng góp gì quan trọng cho triều đình.
Năm Khang Hi thứ 57 (1718), Hoằng Thời thành hôn với Đổng Ngạc thị, là con gái Lễ bộ Mãn Châu Thượng thư Tịch Nhĩ Đạt (席爾達). Năm Ung Chính thứ 2 (1724), ngày 18 tháng 2 (âm lịch), mệnh làm con của Dận Tự. Trong sắc lệnh của mình, Ung Chính Đế viết rằng: "Hắn có thể là con của Dận Tự nếu muốn", cho thấy mối quan hệ gần gũi của Hoằng Thời và Dận Tự - đối thủ chính trị của Ung Chính Đế, điều này có lẽ khiến Hoàng đế rất thất vọng. Năm thứ 3 (1725), vì hành vi phóng túng không kiểm điểm, Ung Chính Đế tước bỏ thân phận Hoàng tử của Hoằng Thời. Bên cạnh đó, Hoàng đế cũng ra lệnh trục xuất Hoằng Thời khỏi Tử Cấm Thành.
Tuy không bị giam cầm như Dận Tự, thay vào đó ông bị quản thúc bởi 1 vị hoàng thúc khác, Lý Thân vương Dận Đào, Hoàng thập nhị tử của Thanh Thánh Tổ. Sau khi bị trục xuất, Hoằng Thời không có chút ăn năn hối hận nào. Việc này làm cho Ung Chính Đế hết sức tức giận nên ông đã xoá tên Hoằng Thời khỏi gia tộc Ái Tân Giác La, xem như chấm dứt mối quan hệ cha con giữa 2 người.

## Cái chết và phục vị
Năm Ung Chính thứ 5 (1727), ngày 6 tháng 8 (âm lịch), giờ Thân, Hoằng Thời qua đời, khi năm 24 tuổi.
Một số nhà sử học tin rằng để tránh một cuộc tranh giành ngôi báu tương tự như thời của mình, Hoàng đế Ung Chính đã lệnh cho Hoằng Thời phải tự tử để loại bỏ một đối thủ trong việc lên ngôi của Bảo Thân vương Hoằng Lịch. Điều này chưa được chứng minh nhưng vẫn được lưu truyền rộng rãi trong nhân gian. Ngay sau cái chết của Hoàng đế Ung Chính vào năm 1735, Trang Thân vương Dận Lộc, Hoàng thập lục tử của Khang Hi Đế đã xin Càn Long Đế khôi phục lại thân phận thành viên gia tộc Ái Tân Giác La cho Hoằng Thời. Càn Long Đế vì niệm tình anh em đã chấp nhận phục vị cho anh mình.

## Gia quyến

### Thê thiếp
- Đích Phúc tấn: Đổng Ngạc thị (棟鄂氏; 1702 - 1775), con gái Lễ bộ Mãn Châu Thượng thư Tịch Nhĩ Đạt (席爾達). Thời Càn Long, Đổng Ngạc thị luôn được trú ở Đông Đầu sở của Thọ Khang cung. Năm Càn Long thứ 40 (1775), ngày 4 tháng 11 (âm lịch), Đổng Ngạc thị qua đời ở Thọ Khang cung, thọ chừng 73 tuổi.
- Thị thiếp:

1. Chung thị (鐘氏), con gái Chung Đạt (鍾達).
2. Điền thị (田氏).

### Hậu duệ
1. Vĩnh Thân [永珅; 1721 - 1724], mẹ là Chung thị. Sinh ngày 20 tháng 7 (âm lịch) năm Khang Hi thứ 60, mất ngày 6 tháng 1 (âm lịch) năm Ung Chính thứ 2, khi 4 tuổi.
2. Một con gái, mẹ là Đổng Ngạc thị. Sinh ngày 5 tháng 9 (âm lịch) năm Khang Hi thứ 61, mất ngày 13 tháng 4 (âm lịch) năm Ung Chính thứ 5, khi 6 tuổi.
3. Một con gái, mẹ là Điền thị. Sinh ngày 29 tháng 2 (âm lịch) năm Ung Chính thứ 2, mất ngày 29 tháng 4 (âm lịch) năm Ung Chính thứ 4, khi 3 tuổi.